# Nenakonice
Nenakonice je severní část obce Věrovany v okrese Olomouc. V roce 2009 zde bylo evidováno 135 adres. V roce 2001 zde trvale žilo 348 obyvatel.
Nenakonice leží v katastrálním území Věrovany o výměře 17,81 km2.

## Název
Název se vyvíjel od varianty Nenacunicih (1131), Nenacuniz (11260), Nenakunicz (1359, 1399), Nenakonicz (1494), v Nenakunicích (1517), Nenakonitz (1671, 1751), Nenakonitz a Nenaconice (1846) až k podobě Nenakonice v letech 1881 a 1924. Pojmenování je rodu ženského, čísla pomnožného, genitiv zní Nenakonic. Místní jméno vzniklo z osobního jména Nakon a rozšířeno předsunutím negace na Nenakonice.

## Historie
Nenakonice se poprvé připomínají v zakládací listině olomoucké kapituly, vydané v roce 1131/1141 biskupem Jindřichem Zdíkem. Nenakonice odkázal olomoucký probošt Mikuláš z Brna olomoucké kapitule roku 1260. Od té doby byl tento statek, k němuž patřily i Dluhonice a Dub nad Moravou, v majetku olomoucké kapituly a tvořily prebendu kapitulního probošta.

## Kulturní památky
- Nenakonický zámek, postavený proboštem olomoucké kapituly hrabětem Oedtem v první polovině 18. století a dále upravovaný.
- Socha anděla
- Socha sv. Iva
- Socha sv. Jana Nepomuckého

## Fotogalerie

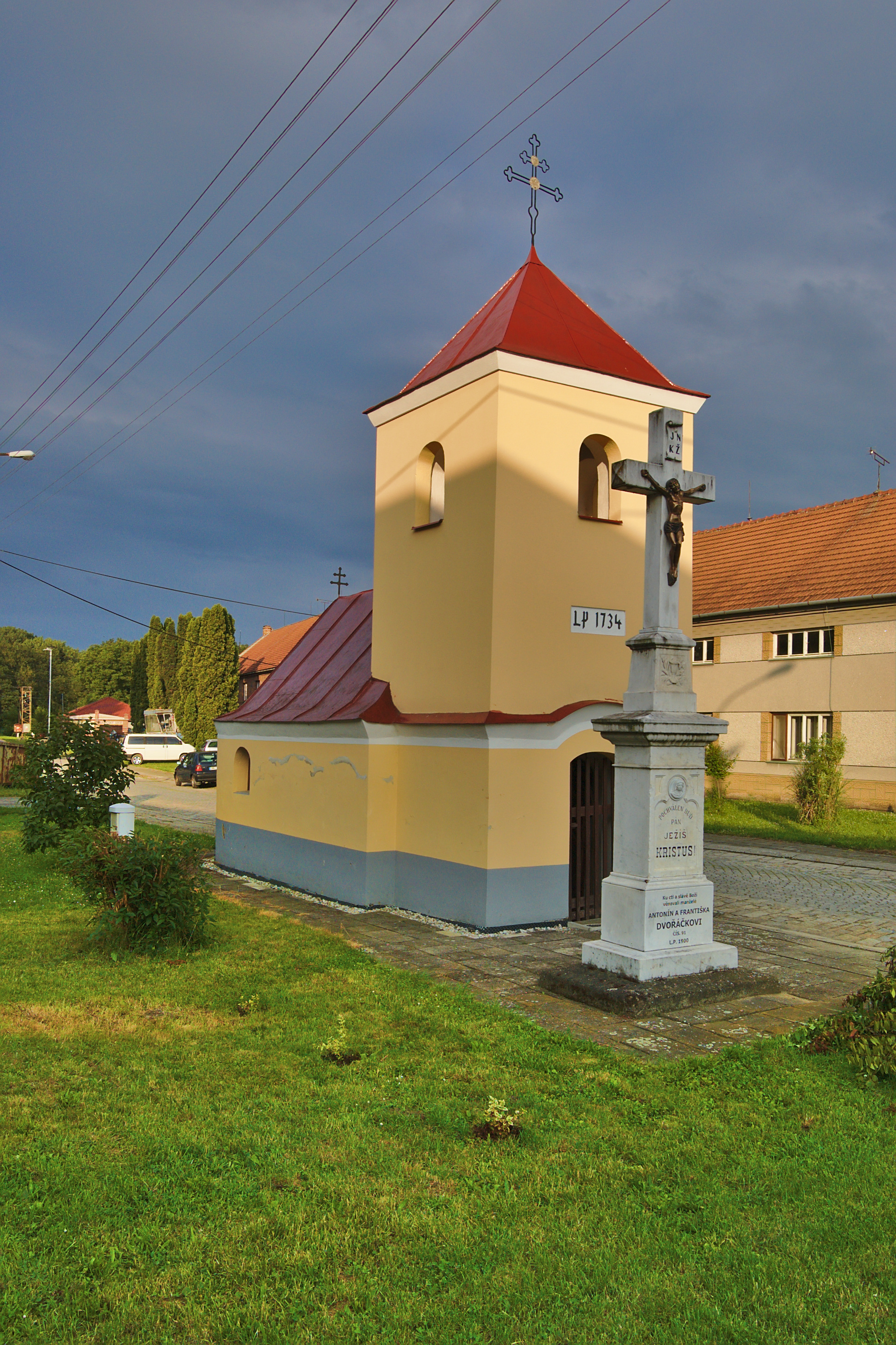
Kaple svatého Jana Nepomuckého
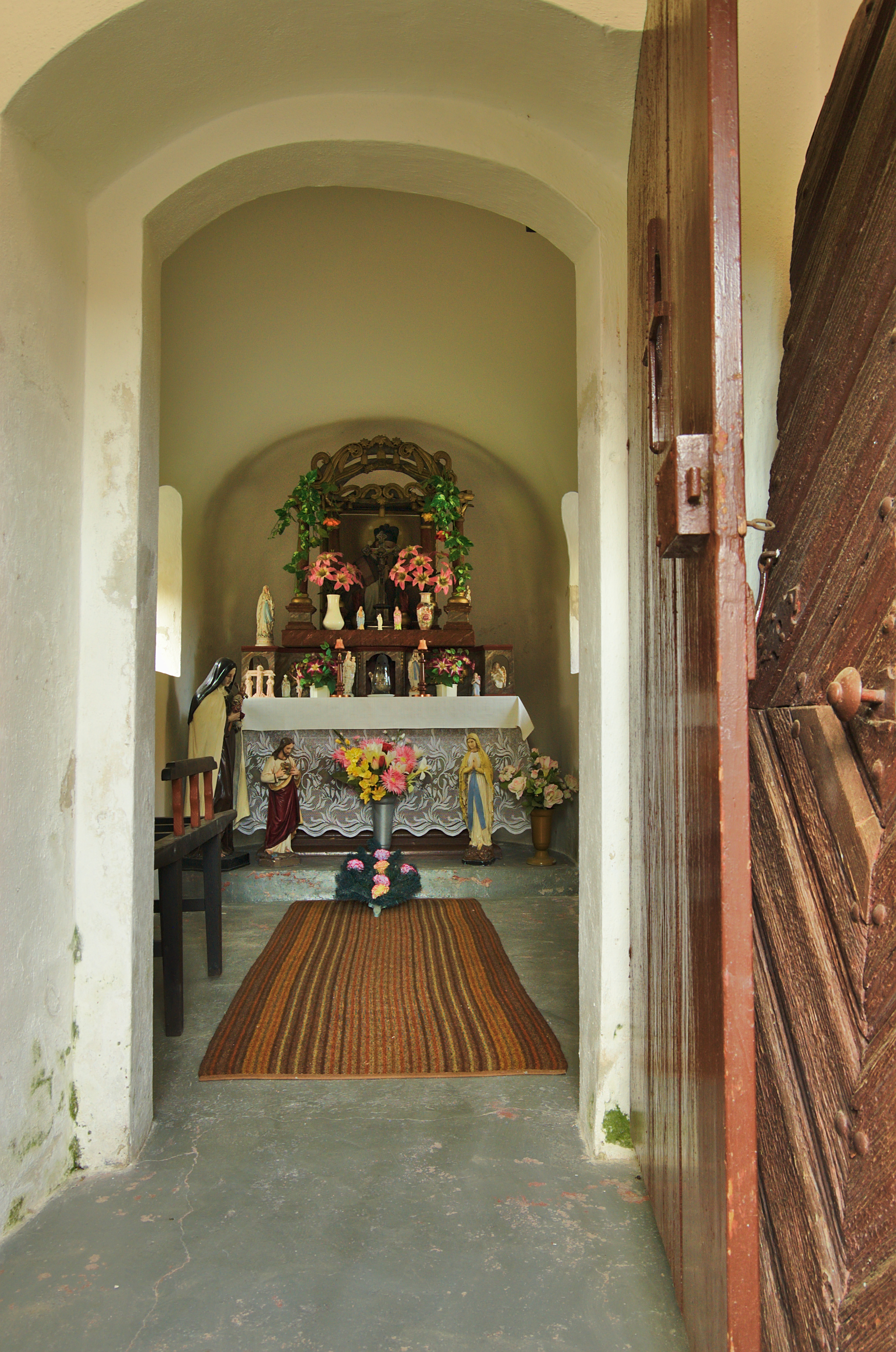
Interiér kaple svatého Jana Nepomuckého